# AB-Aktion
AB-Aktion (Außerordentliche Befriedungsaktion, traduzione dal tedesco: Operazione straordinaria di pacificazione) è stata una campagna intrapresa dalla Germania nazista durante la seconda guerra mondiale per eliminare gli intellettuali e l'alta borghesia della nazione polacca. Nella primavera e nell'estate del 1940 più di 30 000 polacchi furono arrestati dalle autorità nazista della Polonia occupata dai tedeschi. Circa 7 000 leader e professori, insegnanti e sacerdoti (sospettati di attività criminose) furono successivamente massacrati in vari luoghi, tra cui la Foresta di Palmiry. Gli altri furono inviati nei campi di concentramento nazisti.

## Storia

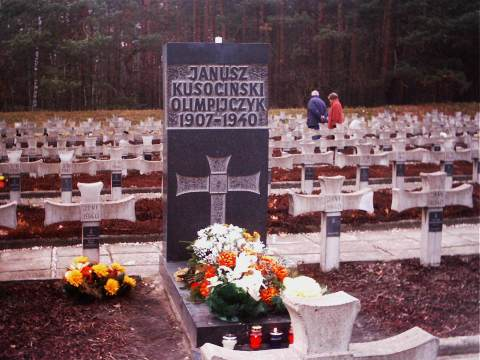
Tomba di Janusz Kusociński a Palmiry

Il massacro di massa dei leader polacchi, dei politici, degli artisti, degli aristocratici e dell'intelligentsia, oltre che di persone sospettate di potenziali attività anti-naziste, furono viste come misura preventiva per mantenere sotto scacco la resistenza polacca e per impedire ai polacchi di protestare durante la Campagna di Francia. La campagna anti-polacca fu preparata da Hans Frank, comandante del Governatorato Generale, e fu anche discussa con gli ufficiali dell'Unione Sovietica durante una serie di conferenze tra la Gestapo e il NKVD.
La prima eliminazione dell'intellighenzia polacca avvenne poco dopo l'invasione della Polonia, che durò dall'autunno nel 1939 alla primavera del 1940. L'operazione Intelligenzaktion fu il piano per eliminare l'intellighenzia polacca, cioè la classe dirigente della nazione, progettato dalle Einsatzgruppen e Selbstschutz. In conseguenza di queste operazioni, 60 000 nobili polacchi, insegnanti, imprenditori, operatori sociali, sacerdoti, giudici ed attivisti politici furono uccisi in dieci azioni regionali. L'Intelligenzaktion continuò con l'AB-Aktion.
Prima dell'azione, verso la fine del 1939 e l'inizio del 1940, moltissimi professori universitari, intellettuali, scrittori, politici, insegnanti e altri membri dell'élite della società polacca furono arrestati per un breve periodo dalla Gestapo e i loro nomi furono registrati. Frank accettò e approvò infine la Ausserordentliche Befriedungsaktion il 16 maggio 1940. Nelle settimane successive la polizia tedesca, la Gestapo, la SD (Sicherheitsdienst) e le unità della Wehrmacht arrestarono circa 30 000 polacchi nelle maggiori città della nazione, tra cui Varsavia, Łódź, Lublino e Cracovia. Gli internati furono inviati in diverse prigioni, tra cui la tristemente famosa Pawiak, dove furono sottoposti a brutali interrogatori da parte dei generali nazisti. Dopo il tempo trascorsi nelle prigioni di Varsavia, Cracovia, Radom, Kielce, Nowy Sącz, Tarnów, Lublino e Wiśnicz, gli arrestati furono trasferiti nei lager nazisti, per la maggior parte ad Auschwitz, a Sachsenhausen e a Mauthausen. Circa 3 500 membri dell'intelligentsia polacca furono giustiziati in siti di omidicio di massa a Palmiry presso Varsavia, Firlej, Wincentynów, presso Radom, e nella foresta di Bliżyn vicino a Skarżysko-Kamienna.
Tra gli uccisi vi furono Maciej Rataj, Stefan Bryła, Tadeusz Tański, Mieczysław Niedziałkowski e Janusz Kusociński. Le azioni ebbero inizio su simile scala in altre aree polacche annesse alla Germania nazista; secondo molti storici, tra cui Norman Davies, l'azione contro i leader polacchi fu coordinata con le autorità dell'URSS, come nello stesso momento perpetrò l'esecuzione di massa di 22 000 soldati polacchi presso Katyn' e altri luoghi.
La persecuzione attiva di intellettuali polacchi continuò fino alla fine della guerra. La prosecuzione della AB-Aktion nelle zone orientali iniziò dopo l'invasione tedesca dell'URSS. Tra le più note esecuzioni di massa di professori polacchi vi fu il massacro dei professori di Leopoli, in cui circa 45 docenti dell'Università di Leopoli furono uccisi insieme alle loro famiglie. Tra gli assassinati vi furono Tadeusz Boy-Żeleński, l'ex Primo ministro della Polonia Kazimierz Bartel, Włodzimierz Stożek, e Stanisław Ruziewicz. Migliaia di persone morirono poi nel massacro di Ponary, nei campi di concentramento e nei ghetti.

## Conseguenze
Dopo la guerra molte persone responsabili di aver organizzato l'AB-Aktion furono condannate ai Processi secondari di Norimberga; tuttavia, la maggioranza dei generali tedeschi responsabili furono uccisi, o scomparvero durante la guerra, prima di poter essere arrestati e pagare per i crimini. Il numero esatto delle vittime e le date delle esecuzioni, le cause di morte della classe dirigente polacca durante la prigionia tedesca sono spesso oggetto di contesa tra gli storici europei.